# Bistrač
Bistrač is een plaats in de gemeente Sunja in de Kroatische provincie Sisak-Moslavina. De plaats telt 65 inwoners (2001).